# Mother Love
A Mother Love egy dal a brit Queen együttes 1995-ös Made in Heaven albumáról. A szerzője Freddie Mercury és Brian May volt.
Ez volt az egyik utolsó dal, amelyen Mercury dolgozott. A betegsége már olyan fázisban volt, hogy nem volt képes elénekelni a második versszakot, ezért maradt az Brianra.
Brian May egy Parker Fly elektromos gitáron játszott a dalban, a Red Specialja csak a dal közepén bukkan fel rövid időre. A dal vége felé több másik műből is hallható részlet: Mercury által 1972-ben Larry Lurex álnéven elénekelt Goin’ Back című feldolgozásból, az One Visionból, a Wembley Stadionban 1986-ban adott koncertjükből, amelyen Mercury a közönséget énekelteti, valamint egyéb torzított, visszafelé lejátszott felvételeket.

## Közreműködők
- Ének: Freddie Mercury, Brian May

Hangszerek:
- Brian May: Parker Fly elektromos gitár, Red Special, Korg M1 szintetizátor
- Freddie Mercury: Roland  RD-1000 szintetizátor
- John Deacon: Fender Precision Bass
- Roger Taylor: dob

## Külső hivatkozások
- Dalszöveg